# Círculo Argentino de Periodistas Agrarios
El Círculo Argentino de Periodistas Agrarios (CAPA) es la entidad que agrupa a los periodistas dedicados a informar sobre el vasto sector agroalimentario nacional. Fue fundado el 26 de enero de 1956 como una asociación civil sin fines de lucro, y desde entonces trabaja en función de jerarquizar esta especialización periodística y estrechar lazos entre los centenares de periodistas agropecuarios que trabajan en la extensa geografía nacional.
La Argentina es un país de fuerte tradición agropecuaria. Su principal actividad económica es la producción y exportación de alimentos, y por lo tanto su desarrollo depende fuertemente de lo que suceda con este sector, un complejo entramado de productores primarios, industrias transformadoras, cadenas comerciales y economías regionales.
En este escenario, el periodismo agropecuario ocupa un espacio de importancia, al punto tal que la gran mayoría de medios nacionales de comunicación tienen segmentos o secciones dedicadas específicamente a esta temática, a la par de que existen revistas, sitios web y hasta canales de televisión dedicados exclusivamente a cubrir la información que genera el sector. 
Pero además -y fundamentalmente- el periodismo agropecuario se expresa a lo largo de todo el país en una innumerable cantidad de propuestas periodísticas que se reproducen en medios de alcance local o regional, y que están estrechamente vinculados al quehacer agropecuario porque directamente conviven con el sector. Se estima que en la Argentina existen por lo menos 800 periodistas que difunden información agropecuaria de manera cotidiana.
El Círculo Argentino de Periodistas Agrarios (Capa) trabaja en función de tender lazos de cooperación y solidaridad en esa vasta red comunicacional, jerarquizar esta especialización periodística y contribuir al desarrollo del sector económico sobre el que informa y a la difusión de nuevas tecnologías, ya que lo que suceda con el campo y sus industrias vinculadas será vital para el progreso de toda la Argentina. 

## Reseña histórica
Es imposible separar los orígenes del periodismo agropecuario de los orígenes del periodismo en general en nuestro país. La historia de la Argentina está estrechamente vinculada al desarrollo de su sector agropecuario, y por lo tanto los primeros medios de comunicación que existieron en esta parte del mundo dedicaban grandes espacios a la información sobre la producción y el comercio de productos del campo. 
Así, hay que remontarse a las épocas de la gestación de la República Argentina para hallar los orígenes del periodismo agropecuario. Casi una década antes de la Revolución de Mayo, Hipólito Vieytes se convirtió en el primer periodista del Río de la Plata, al editar el Seminario de Agricultura, Industria y Comercio. La palabra “agricultura” ya estaba presente.
Este órgano periodístico se editó de manera ininterrumpida desde al 1 de septiembre de 1802 hasta el 11 de febrero de 1807, cuando su creador "enfundó" la pluma y tomó su espada para luchar contra los ingleses en el cuerpo de Patricios. La figura de Hipólito Vieytes dio motivo para que el día de su "nacimiento", el 1 de septiembre, fuera escogido para celebrar cada año el Día del Periodista Agrario. 
El primer periódico que apareció en las tierras del Plata fue el Telégrafo Mercantil, del español Francisco Antonio Cabello y Mesa, que lo hizo entre el 1 de abril de 1801 y el 17 de octubre de 1802. El tercero en salir fue el "Correo de Comercio", cuyo primer número vio la luz el 3 de marzo de 1810 y el último, el 23 de febrero de 1811. Su fundador y principal redactor fue uno de los más grandes hombres de la historia argentina: Manuel Belgrano. 
Vieytes, en el número cero de su Semanario, expresó: "La agricultura bien ejercida, es capaz por sí sola de aumentar la opulencia de los pueblos hasta un grado casi imposible de calcular, porque la riqueza de un país se halla necesariamente vinculada a la abundancia de sus frutos más proporcionados a su situación, pues que de ello resulta una común utilidad a sus individuos". 
También escribió: "No es posible que pueblo alguno pueda prosperar una vez que llegue a desatender a su agricultura, siendo cierto que la grandeza de las naciones, es un edificio cuyos primeros materiales se sacan del producto de sus tierras".
Mucho tiempo después, el 26 de enero de 1956, un grupo de periodistas especializados decide crear el Círculo Argentino de Periodistas Agrarios (CAPA). En ese momento, ya tenían muchos años de vida revistas dedicadas pura y exlclusivamente al sector rural, como Chacra y Anales, el órgano de prensa de la Sociedad Rural Argentina. Los grandes diarios de aquel entonces, como La Prensa y La Nación, ya contaban con suplementos específicos sobre el campo.
Desde principios del siglo XX, además, la radio se convirtió en una aliada indispensable del productor. Uno de los primeros antecedentes viene de 1925, cuando Víctor D’Apice comenzó a transmitir las cotizaciones de la hacienda dentro del Mercado de Liniers. En septiembre de ese año, dicho pionero rompió el cerco e inauguró “La Hora Ganadera”, que transmitía desde el mercado a través de Radio La Nación. Hoy son incontables los programas que, por diferentes emisoras, en todo el país, dedican espacio a la difusión de precios e información para el productor.
Con las incorporación, desde la década del noventa, de la televisión por cable e Internet, hubo una proliferación de programas, páginas y hasta canales enteramente dedicados a la información sectorial. El periodismo agropecuario argentino está más vigorozo que nunca.

## Comisión directiva
Presidente: Nanette Giovaneli 
Vicepresidente: Diego Mañas
Secretario: Alejandro Guerrero  
Prosecretaria: Vanina Fujiwara 
Tesorero: Adalberto Rossi
Protesorero: Diego Peydro. 
Vocales Titulares: Máximo Bontempo; Ricardo Bindi; Martin Ghissio y Élida Thiery
Vocales Suplentes: Esteban Fuentes; María Laura Neffen; Manuel Fernández; Daniel Vaca y Sofía Selasco
Comisión del Interior: Titulares: Omar González; Adrián Alonso y Belisario Saravia Olmos. Suplentes: Mauro Bianco y José María Iachetta
Comisión Revisora de Cuentas: Santiago Saenz Valiente; Laura Fescina y Eliana Benay
Tribunal de Honor: Héctor Badié; Roque Edén Francese; Samuel Maturana y Jorge Gruppalli

## Premios CAPA-Banco de Galicia 2011
Categoría – Del producto periodístico
Mejor producto periodístico agropecuario del País en Radio 2011:  La Red Rural (Radio La Red) | Ciudad de Bs.As.
Mejor producto periodístico agropecuario del País en Televisión 2011:  Infocampo (Telefe) | Ciudad de Bs.As.
Mejor producto periodístico agropecuario del País en Medios Gráficos 2011:  Revista Producción Agroindustrial del NOA | Tucumán 
Mejor producto periodístico agropecuario del País en Internet 2011:  Puntobiz.com | Rosario, Santa Fe
Categoría – Del periodista
Mejor periodista agropecuario del País en Radio 2011:  Carina Rodríguez (La Red Rural) | Radio La Red | CABA 
Mejor periodista agropecuario del País en TV 2011:  Martín Roggero (Tranquera Abierta | Venado Tuerto, Sta Fe
Mejor periodista agropecuario del País en Gráfica 2011:  Cristian Mira (La Nación) | Ciudad de Bs.As.
Mejor periodista agropecuario del País en Internet 2011:  Diego Ramírez (elenfiteuta.com) | Ciudad de Bs.As.

## Premios CAPA-Banco de Galicia 2012
Categoría – Del periodista
Mejor Periodista Agropecuario del País en Radio 2012:  Stringaro, de AM 680 | Rosario, Santa Fe.
Mejor periodista Agropecuario del País en Televisión 2012: Martín Roggero, de Tranquera Abierto | de Venado Tuerto, Santa Fe.
Mejor Periodista Agropecuario del País en Gráfica 2012: Cristian Mira, de La Nación Campo | Ciudad de Bs.As.
Mejor Periodista Agropecuario del País en Internet 2012: Mariano Galíndez, de Puntobiz.com | Rosario, Santa Fe.
Categoría – Del producto periodístico
Mejor Producto Periodístico Agropecuario del País en Radio 2012: Bichos de Campo (Radio Rivadavia)  | Ciudad de Bs.As.
Mejor Producto Periodístico Agropecuario del País en Televisión 2012: Agro TV (Trece Satelital)
Mejor Producto Periodístico Agropecuario del País en Medios Gráficos 2012: Revista Nuestro Agro | Rafaela, Santa Fe.
Mejor Producto Periodístico Agropecuario del País en Internet 2012:  agrositio.com | Ciudad de Bs.As.
Categorías – Revelación y Trayectoria
Premio a la Revelación en Periodismo Agropecuario 2012: Julia Luzuriaga, de Agrositio.com | Ciudad de Bs.As.
Premio a la Trayectoria en la Profesión 2012: Alfredo Guarino, periodista agropecuario con más de 30 años de ejercicio de la profesión quien diariamente informa al país y el mundo lo que sucede en el Mercado de Liniers. | Ciudad de Bs.As.

## Premios CAPA-Banco de Galicia 2013
Categoría – Del periodista
Mejor Periodista Agropecuario del País en Radio 2013: Belisario Saravia Olmos 
Mejor Periodista Agropecuario del País en Televisión 2013: Danilo Gallay 
Mejor Periodista Agropecuario del País en Medios Gráficos 2013: Soledad Ricca
Mejor Periodista Agropecuario del País en Internet 2013: José Iachetta
Categoría – Del producto periodístico
Mejor Producto Periodístico Agropecuario del País en Radio 2013: Tiempo Agropecuario 
Mejor Producto Periodístico Agropecuario del País en Televisión 2013: Campo en Acción 
Mejor Producto Periodístico Agropecuario del País en Medios Gráficos 2013: La Voz del Interior 
Mejor Producto Periodístico Agropecuario del País en Internet 2013: Agrositio
Categorías – Revelación y Trayectoria
Premio Revelación 2013: Elida Thiery
Premio a la Trayectoria 2013: Susana Merlo
Premio a la Vocación y al Compromiso 2013: Sandra Capocchi 